# Осси
Осси (пол. Ossy) — село в Польщі, у гміні Ожаровиці Тарноґурського повіту Сілезького воєводства.
Населення — 478 осіб (2011).
У 1975-1998 роках село належало до Катовицького воєводства.

## Демографія
Демографічна структура станом на 31 березня 2011 року:
|          | Загалом | Допрацездатний вік | Працездатний вік | Постпрацездатний вік |
| -------- | ------- | ------------------ | ---------------- | -------------------- |
| Чоловіки | 229     | 30                 | 162              | 37                   |
| Жінки    | 249     | 52                 | 144              | 53                   |
| Разом    | 478     | 82                 | 306              | 90                   |